# Fettsäureamid-Hydrolase
Die Fettsäureamid-Hydrolase (FAAH, synonym: Oleamid-Hydrolase, Anandamid-Amidohydrolase) ist ein Enzym aus dem Fettstoffwechsel und ist am Endocannabinoid-System beteiligt.

## Eigenschaften
Die Fettsäureamid-Hydrolase ist eine Serin-Hydrolase und ein Transmembranprotein. Sie wurde erstmals 1993 als Anandamid-abbauendes Enzym beschrieben. Die Fettsäureamid-Hydrolase hydrolysiert verschiedene Fettsäureamide. So wird beispielsweise Anandamid (N-Arachidonylethanolamin) 1 durch die Einwirkung von Wasser und FAAH in Arachidonsäure 2 und Ethanolamin gespalten:
Die Hydrolysereaktion erfolgt als katalysierte Gleichgewichtsreaktion. Auf dieselbe Weise können N-Acylethanolamine wie N-Oleoylethanolamin, N-Palmitoylethanolamin, N-Acyl-Taurine oder Ölsäureamid hydrolytisch gespalten werden. Die Hydrolyse von Ölsäureamid 3 führt beispielsweise zur Bildung von Ölsäure 4 und Ammoniak.
FAAH hat eine Esterase- und eine Amidase-Enzymaktivität.  Sie wird verstärkt im Pankreas, im Gehirn, in der Niere, in der Skelettmuskulatur und der Plazenta gebildet. Im Gegensatz zu Ratten und Mäusen verfügt der menschliche Organismus nicht über die Isoform des Enzyms (FAAH2). Bei Stress wird die FAAH in der Amygdala aktiviert, wodurch die Konzentration an Anandamid gesenkt wird. Daher ist die FAAH unter anderem an der Regulation von Angstzuständen beteiligt. Die Hemmung der FAAH wird als Behandlung für Angstzustände untersucht. Weiterhin wird eine Hemmung der FAAH bei chronisch-entzündlichen Darmerkrankungen (IBD) und beim Reizdarmsyndrom (IBS) untersucht. Die Hemmung der FAAH wird auch zur Behandlung von Tumorerkrankungen untersucht.

## Inhibitoren
Es wurden verschiedene Inhibitoren für die Fettsäureamid-Hydrolase entwickelt, z. B. URB597 (KDS-4103), LY-2183240, PF-622 und PF-750, MK-4409, und 4-Nonylphenylboronsäure.
Der Wirkstoff BIA 10-2474 (von Bial-Portela & Ca. SA, Portugal) führte im Januar 2016 in einer klinischen Studie der Phase I zu unerwünschten Arzneimittelwirkungen, an denen ein Proband verstarb. Diese Arzneimittelwirkung war zuvor bei anderen FAAH-Inhibitoren nicht beobachtet worden. So hat die Firma Pfizer 2012 die Entwicklung des FAAH-Inhibitors PF-04457845 wegen Wirkungslosigkeit in einer Phase-2-Studie abgebrochen. Zuvor war es aber nicht zu negativen Reaktionen gekommen. Neben dieser publizierten Studie für die Indikation Schmerz, der durch Arthritis des Knies hervorgerufen wird, listet die Informationsseite des National Institutes of Health (NIH) im Januar 2016 drei weitere Studien mit PF-04457845, von denen eine beendet wurde, die beiden anderen aber noch Freiwillige rekrutieren. Indikationen sind das Tourette-Syndrom und die Behandlung von Cannabis-Entzug. Weiterhin haben Vernalis und Sanofi FAAH-Inhibitoren entwickelt. Vernalis hat mit dem FAAH-Inhibitor V158866 eine Phase-1- sowie eine Phase-2-Studie abgeschlossen. Sanofi hat mit dem FAAH-Inhibitor SSR411298 eine Phase-2-Studie abgeschlossen und eine weitere abgebrochen. Auch Abbott Laboratories, Amgen und Renovis haben nicht-kovalente FAAH-Inhibitoren entwickelt. Als aussichtsreicher selektiver FAAH-Inhibitor wird auch URB597 (KDS-4103) von Kandus Pharmaceuticals diskutiert.